# Halictidae
Groefbijen (Halictidae) zijn een familie vliesvleugeligen (Hymenoptera) die ook wel groefbijen worden genoemd. De familie bestaat uit ongeveer 4100 soorten in de grootte van kleine (>4 mm) tot middelgrote (>8 mm) bijen die meestal een donker en vaak metallisch uiterlijk hebben. Verschillende soorten zijn geheel of gedeeltelijk groen en een paar zijn rood; een aantal van hen hebben gele markeringen, vooral de mannetjes, die vaak gele vlakken bezitten, een patroon dat wijdverspreid is onder de verschillende families van bijen.

## Ecologie
De meeste van deze bijen hebben hun nest in de grond, enkele hebben hun nest in een boom. Een grote hoeveelheid pollen en nectar wordt in een waterdichte cel gebracht en daarop wordt het ei gelegd. Daarna wordt de cel afgedicht, zodat de gevormde larve al zijn voedsel in één keer krijgt. Dit in tegenstelling tot andere families waar de larve telkens als ze groeit, te eten krijgt, zoals bij de honingbij.

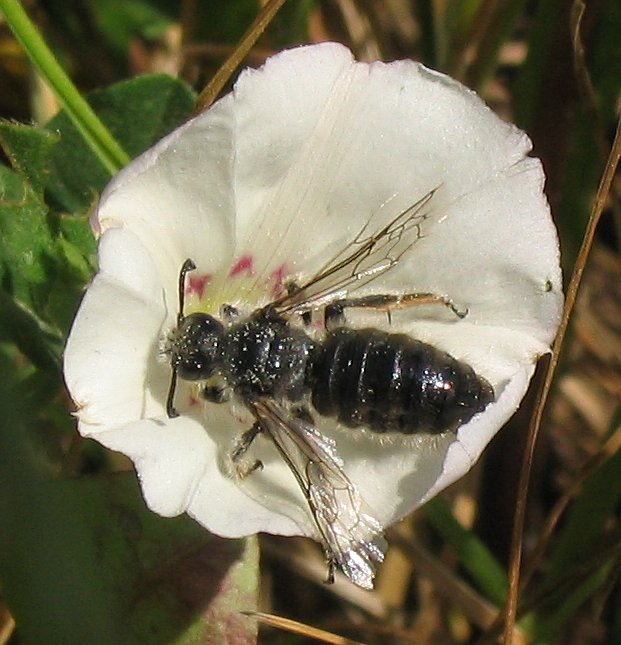
Systropha planidens

### Eusociale soorten
Veel soorten in de onderfamilie Halictinae zijn gedeeltelijk eusociaal, met een tamelijk goed gedefinieerde koningin en werknemerskasten (maar niet zo goed als het kastensysteem bij de honingbij). Het vormen van sociaal gedrag lijkt niet direct nodig te zijn bij de verschillende geslachten.

### Kleptoparasiterende soorten
Verschillende geslachten en soorten van de groefbijen zijn kleptoparasieten (meestal bij andere groefbijen). Het gedrag is minstens negen keer onafhankelijk geëvolueerd binnen de familie. De bekendste en meest voorkomende zijn soorten in het geslacht Sphecodes, dat enigszins een wespachtig uiterlijk heeft (vaak glanzend zwart met een bloedrode buik, gewoonlijk 4–9 mm in lengte). De vrouwelijke Sphecodes gaat de cel met het eten in, eet het gastheerei op en legt haar ei in de cel.

### Schemeractieve soorten

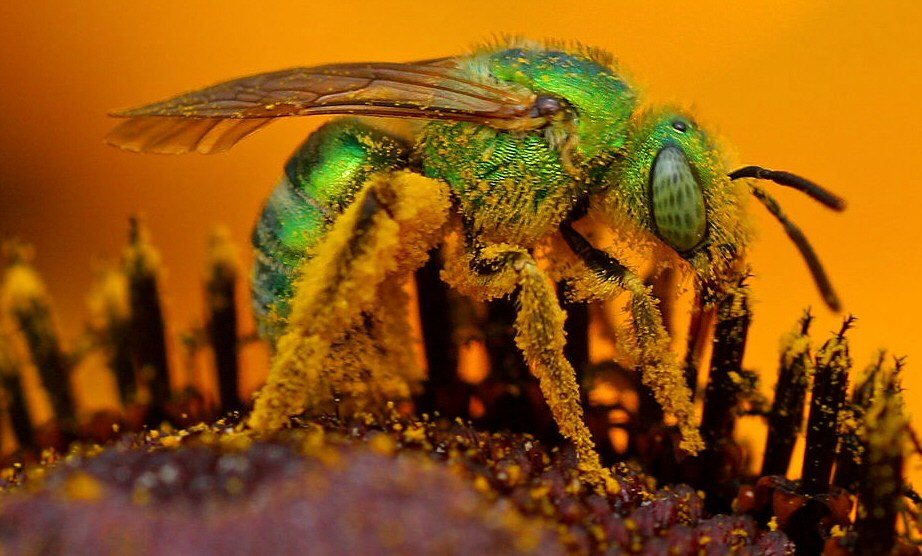
Agapostemon sp.

Groefbijen zijn een van de vier bijenfamilies die enkele schemeractieve soorten bevatten. Deze groefbijen zijn alleen actief in de schemering of in de vroege avond (bijvoorbeeld in het ondergeslacht Sphecodogastra van het geslacht Lasioglossum), of soms echt in de nacht (bijvoorbeeld in het geslacht Megalopta). Zoals gewoon is in dit soort gevallen hebben deze bijen sterk vergrote ocelli. De andere families met schemeractieve soorten zijn Andrenidae, Colletidae en Apidae.

## Systematiek en evolutie
De groefbijen behoren tot de orde Hymenoptera, superfamilie Apoidea, reeks Anthophila. De oudste vondsten van groefbijen dateren van het Vroege Eoceen met een aantal soorten, zoals de Neocorynura electra en Augochlora leptoloba bekend van barnsteenvondsten. Er zijn  vier onderfamilies bekend, verscheidene geslachten en meer dan 200 soorten.
De Rophitinae lijkt de zustergroep van de resterende drie onderfamilies (Nomiinae, Nomioidinae, Halictinae) gebaseerd op zowel morfologie als moleculaire gegevens.

## Taxonomie
Onderfamilie Rophitinae:
- Geslacht Ceblurgus
- Geslacht Conanthalictus
- Geslacht Dufourea (Glansbijen)
- Geslacht Goeletapis
- Geslacht Micralictoides
- Geslacht Morawitzella
- Geslacht Morawitzia
- Geslacht Penapis
- Geslacht Protodufourea
- Geslacht Rophites (Slurfbijen)
- Geslacht Sphecodosoma
- Geslacht Systropha
- Geslacht Xeralictus

Onderfamilie Nomiinae:
- Geslacht Dieunomia
- Geslacht Halictonomia
- Geslacht Lipotriches
- Geslacht Mellitidia
- Geslacht Nomia
- Geslacht Pseudapis
- Geslacht Ptilonomia
- Geslacht Reepenia
- Geslacht Spatunomia
- Geslacht Sphegocephala
- Geslacht Steganomus

Onderfamilie Nomioidinae:
- Geslacht Cellariella
- Geslacht Ceylalictus
- Geslacht Nomioides

Onderfamilie Halictinae:
- Tak Halictini
  - Geslacht Agapostemon
  - Geslacht Caenohalictus
  - Geslacht Dinagapostemon
  - Geslacht Echthralictus
  - Geslacht Eupetersia
  - Geslacht Glossodialictus
  - Geslacht Habralictus
  - Geslacht Halictus (Groefbijen)
  - Geslacht Homalictus

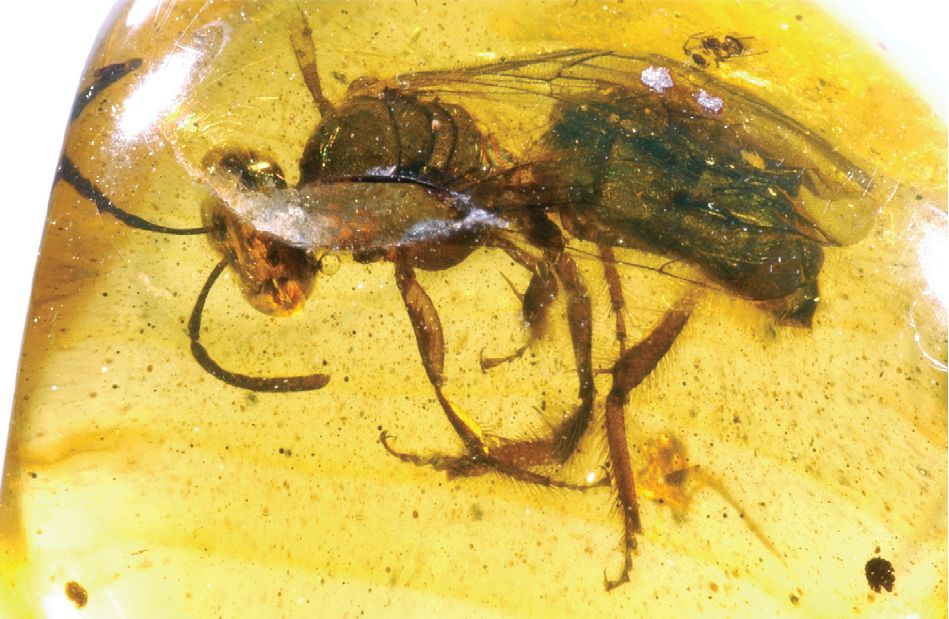
Vrouwelijke Oligochlora semirugosa in Dominicaans barnsteen.

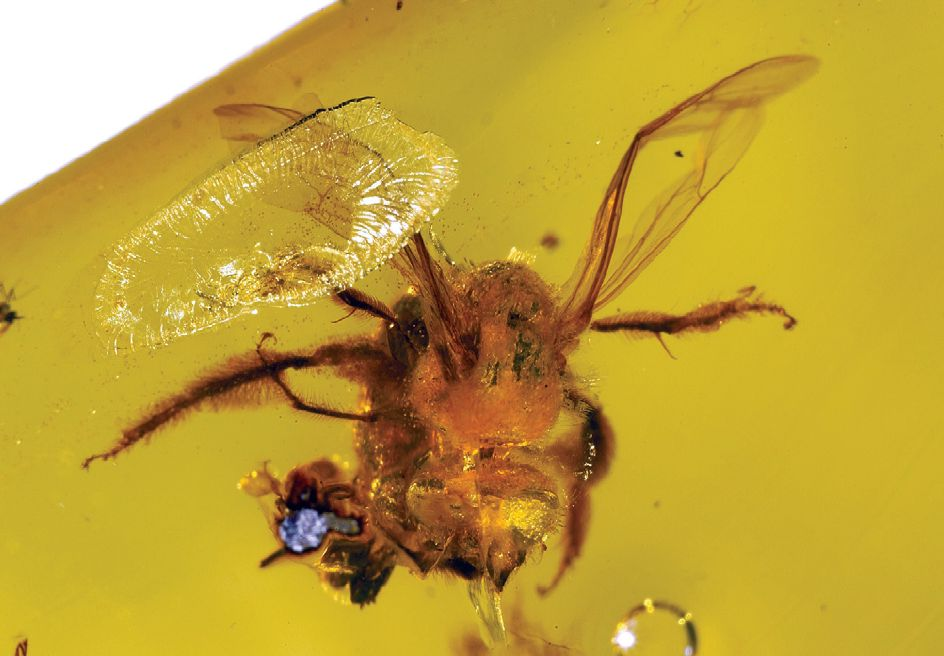
vrouwelijke Nesagapostemon moronei in Dominicaans barnsteen

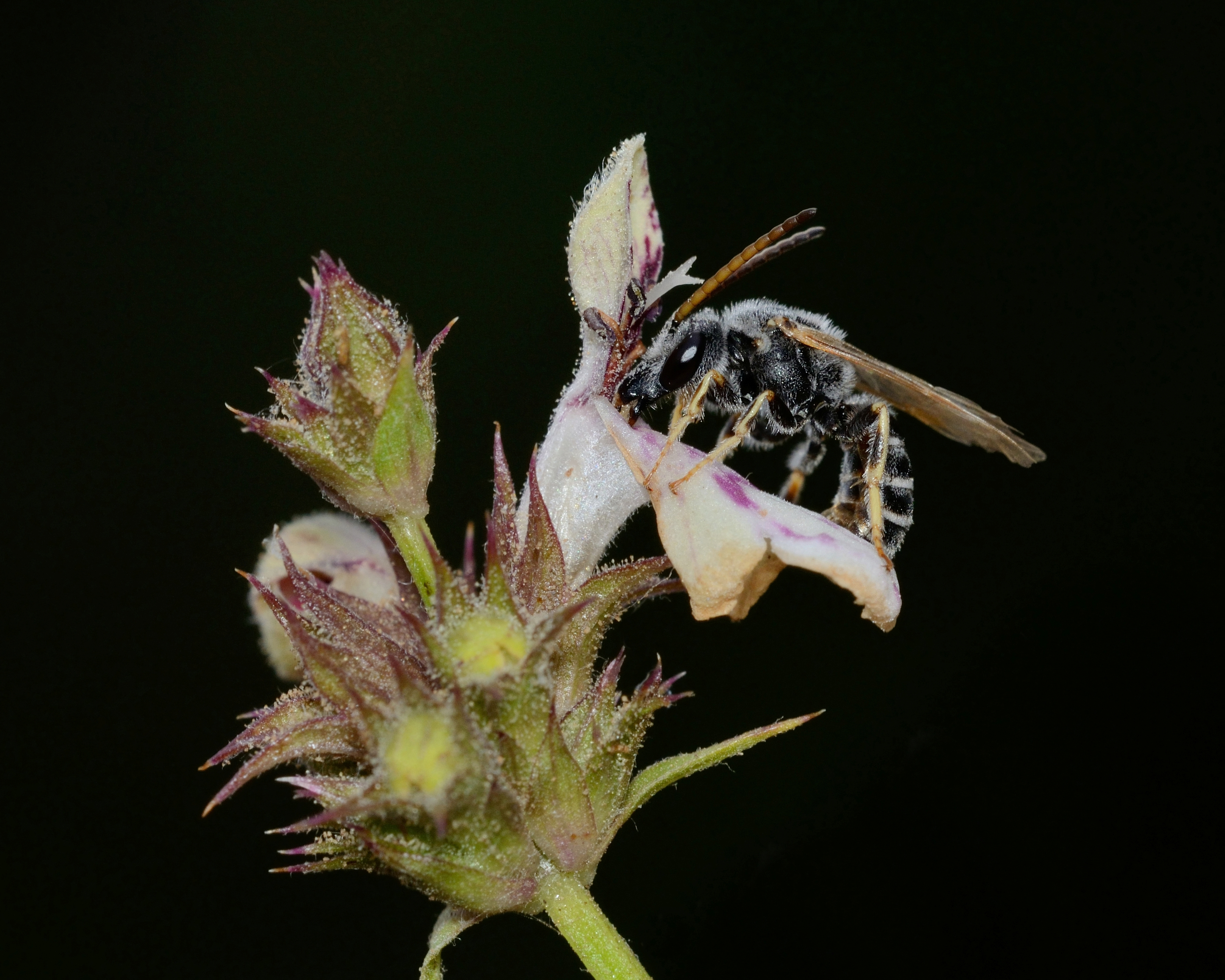
mannelijk Thrincohalictus prognathus

  - Geslacht Lasioglossum (Groefbijen)

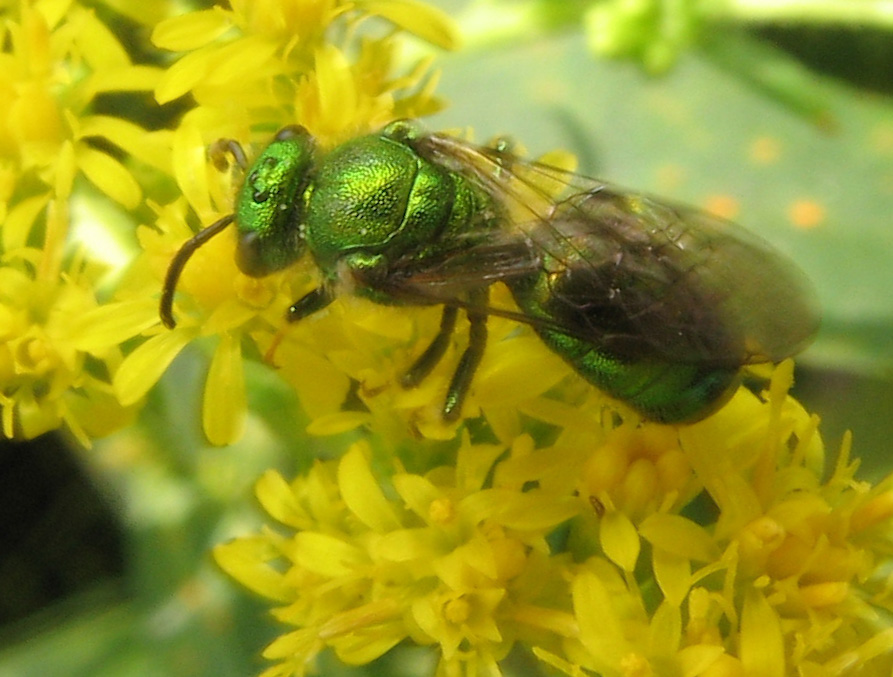
Augochloropsis metallica mannelijk

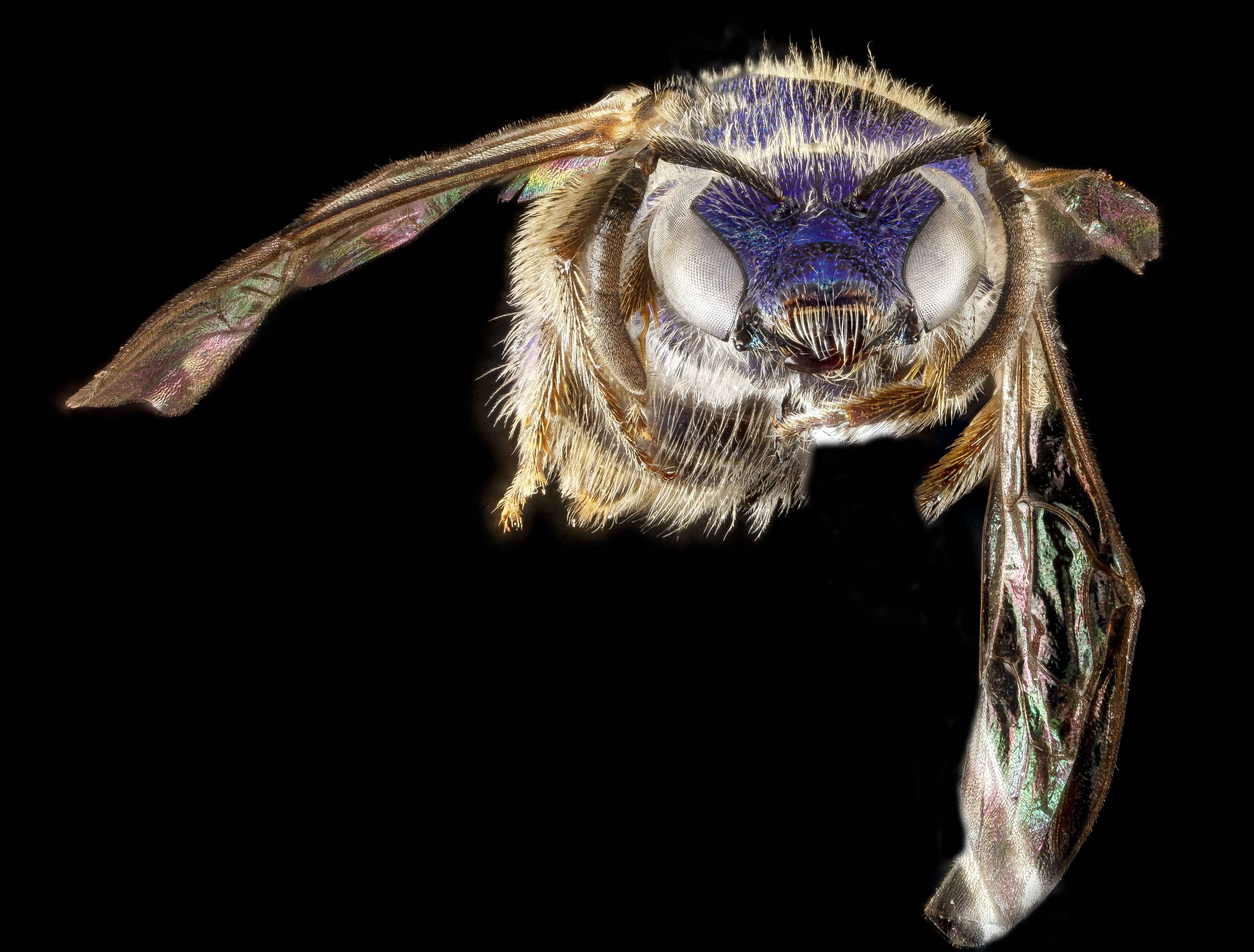
Augochlorella aurata

  - Geslacht Mexalictus
  - Geslacht Microsphecodes
  - Geslacht Nesosphecodes
  - Geslacht Paragapostemon
  - Geslacht Parathrincostoma
  - Geslacht Patellapis
  - Geslacht Pseudagapostemon
  - Geslacht Ptilocleptis
  - Geslacht Rhinetula
  - Geslacht Ruizantheda
  - Geslacht Sphecodes (Bloedbijen)
  - Geslacht Thrincohalictus
  - Geslacht Thrinchostoma
  - Geslacht Urohalictus

- Tak Augochlorini
  - Geslacht Andinaugochlora
  - Geslacht Ariphanarthra
  - Geslacht AugochloraAugochlorella aurata
  - Geslacht Augochlorella
  - Geslacht Augochlorodes
  - Geslacht Augochloropsis
  - Geslacht Caenaugochlora
  - Geslacht Chlerogas
  - Geslacht Chlerogella
  - Geslacht Chlerogelloides
  - Geslacht Corynura
  - Geslacht Halictillus
  - Geslacht Ischnomelissa
  - Geslacht Megalopta
  - Geslacht Megaloptidia
  - Geslacht Megaloptilla
  - Geslacht Megommation
  - Geslacht Micrommation
  - Geslacht Neocorynura
  - Geslacht Paroxystoglossa
  - Geslacht Pseudaugochlora
  - Geslacht Rhectomia
  - Geslacht Rhinocorynura
  - Geslacht Temnosoma
  - Geslacht Thectochlora
  - Geslacht Xenochlora
- Tak onbekend
  - Geslacht †Eickwortapis
  - Geslacht †Nesagapostemon
  - Geslacht †Oligochlora